# Manikganj (zila)
Manikganj is een district (zila) in de divisie Dhaka van Bangladesh. Het district ligt ten westen van de hoofdstad Dhaka, telt ongeveer 1,3 miljoen inwoners en heeft een oppervlakte van 1379 km². De hoofdstad is de stad Manikganj.
De meest interessante plaatsen in Manikganj zijn Aricha en Ghior. Aricha Ghat is de plaats waar de veerboten aanmeren. Tot eind jaren negentig was Aricha een zeer drukke plaats. Inmiddels is er een heel eind stroomopwaarts een brug gebouwd, waardoor er merkbaar minder activiteit is in Aricha.
Ghior is een klein stadje tussen de stad Manikganj en Aricha. Bijzonder aan deze plaats is de wekelijkse markt op woensdag. Naar verluidt is dit de grootste bazaar van Bangladesh en West-Bengalen.
Voor buitenlanders is het heel moeilijk een slaapplaats te vinden in het district Manikganj. Het lukt soms om een kamer te bemachtigen in een 'PDB Rest House'. Op de weg van Manikganj naar Aricha is er zo'n PDB Rest House, vlak voor het plaatsje Tapra aan de linkerkant van de weg.

## Geografie
Aan de westkant wordt Manikganj begrensd door de rivier Jamuna (de hoofdtak van de Brahmaputra), op de plaats waar de Jamuna en de Ganges samenkomen. Het district is een van de armere in Bangladesh. Het land is erg laag gelegen en het raakt twee tot drie keer per jaar overstroomd. De bevolking is er op ingesteld, dus behalve bij extreem hoog water leidt dat doorgaans niet tot grote problemen.

## Bestuurlijke indeling
Manikganj is onderverdeeld in 7 upazila/thana (subdistricten), 65 unions, 1643 dorpen en 1 gemeente.